# Јован Тошковић
Јован Тошковић (1893 – 21. октобар 1943) је био српски историчар из Црне Горе, професор и политичар.

## Биографија
Рођен у трговачкој породици у Плани, Кнежевина Црна Гора, Јован је основну школу завршио у граду Колашину, а касније се преселио у Београд под вођством свог стрица, изасланика краља Николе. Дипломирао је на новоотвореном Филозофском факултету Универзитета у Београду, а након докторске тезе постао је први послератни професор српске историје на том универзитету.
Пошто је био упорни присталица југословенске монархије, придружио се Југословенслкој војсци у отаџбини 1941. године и потом се преселио у Црну Гору. Тамо је служио као саветник Блаже Ђукановића и радио у разним министарствима италијанске губерније Црне Горе са надом да ће успоставити упориште монархистичких снага у региону. Служио је и као изасланик Драже Михаиловића. 
Дана 19. октобра 1943. године ухваћен је и стрељан од стране југословенских партизана у четничком штабу у манастиру Острог заједно са још 25 четника.